# بيتر ولس
بيتر ولس (بالإنجليزية: Peter Wells)‏ هو مجدف بريطاني، ولد في 27 مايو 1982 في هكسهام ‏ في المملكة المتحدة.

## وصلات خارجية
- بيتر ولس على موقع الاتحاد الدولي للتجديف (الإنجليزية)
- بيتر ولس على موقع اللجنة الأولمبية الدولية (الإنجليزية)
- بيتر ولس على موقع أوليمبيديا (الإنجليزية)
- بيتر ولس على موقع اللجنة الأولمبية البريطانية (الإنجليزية)